# ホワッツ・ザット・ユアー・ドゥイン
ホワッツ・ザット・ユアー・ドゥイン（What's That You're Doing?）は、1982年にポール・マッカートニー&スティーヴィー・ワンダー（Paul McCartney & Stevie Wonder）が発表した楽曲。アルバム『タッグ・オブ・ウォー』に収録されている。ポールとスティービー・ワンダーの共作・共演曲であり、ジャム・セッションから生まれた曲でスティービーらしさとポールらしさが良く表れた曲でもある。

## 収録アルバム
- 『タッグ・オブ・ウォー』